# Amr Musa

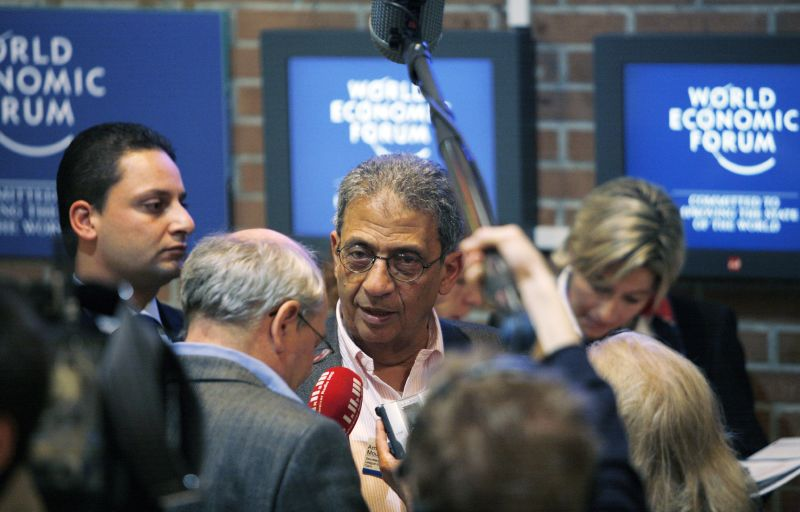
Amr Musa dialogando con periodistas durante el Foro Económico Mundial de 2007.

Amr Mohammed Musa (El Cairo, 3 de octubre de 1936) es un político egipcio, secretario general de la Liga Árabe entre 2001 y 2011.
Licenciado en derecho por la Universidad de El Cairo, fue funcionario del Ministerio de Asuntos Exteriores de Egipto desde 1958, siendo destinado en 1967 como embajador de su país en India y en 1990 en las Naciones Unidas.
Entre 1991 y 2001 fue Ministro de Asuntos Exteriores en el periodo de la firma de los Acuerdos de Oslo (1993) que trataron de poner fin a una parte del conflicto árabe-israelí y permitieron la creación de la Autoridad Nacional Palestina. Durante su ministerio trató de acercar las posiciones de Egipto con Siria y Jordania. 
Fue elegido en 2001 como Secretario General de la Liga Árabe con el apoyo de todos los países integrantes de la misma. En muchas ocasiones se especuló que, al proponerlo como candidato a secretario general, el presidente Hosni Mubarak intentó apartarlo de la política interna egipcia debido a su popularidad.
Durante la Revolución egipcia de 2011, Musa declaró su oposición al gobierno autoritario de Mubarak, que sería finalmente derrocado. Luego de diez años en la Liga Árabe, Musa dejó su cargo para postularse como candidato a la presidencia de Egipto para las elecciones de 2012, siendo uno de los candidatos favoritos según encuestas.